# Робик
Робик је кућни рачунар који је почео да се израђује у Русији током 1991. године.
Користио је Z80A клон као централни микропроцесор а РАМ меморија рачунара Robik је имала капацитет од 64 KB. 

## Детаљни подаци
Детаљнији подаци о рачунару Robik су дати у табели испод.
|                       |                                         |
| [ 1 ]                 |                                         |
| Произвођач            | Селто-Ротор                             |
| Тип                   | кућни рачунар                           |
| Меморија              | 64 KB                                   |
| Поријекло             | Русија                                  |
| Година                | 1991                                    |
| Тастатура             | тастатура, 55 тастера. EDIT, SHIFT (x 3), RESET, DEL, тастери смјера |
| Процесор              | клон                                    |
| Фреквенција процесора | 3,5                                     |
| RAM                   | 64 KB                                   |
| ROM                   | 16 KB                                   |
| Текст                 | 32 x 24                                 |
| Графика               | 256 x 192                               |
| Боја                  | 8                                       |
| Звук                  | мали звучник, 1 канал                   |
| Димензије             | 4,5                                     |
| Портови               |                                         |
| Оперативни систем     |                                         |